# Gazu hyakki tsurezure bukuro
Gazu hyakki tsurezure bukuro (画図百器徒然袋, Le Sac illustré de cent démons au hasard) est le quatrième album de l'artiste japonais Toriyama Sekien de la célèbre série Gazu Hyakki Yagyō publiée c.1781. Ces albums sont des bestiaires surnaturels, collections de fantômes, d'esprits, d'apparitions et de monstres dont beaucoup proviennent de la littérature, du folklore et d'autres arts japonais. Ces œuvres ont exercé une profonde influence sur l'imagerie yōkai ultérieure au Japon.

## Liste des créatures

### Premier volume

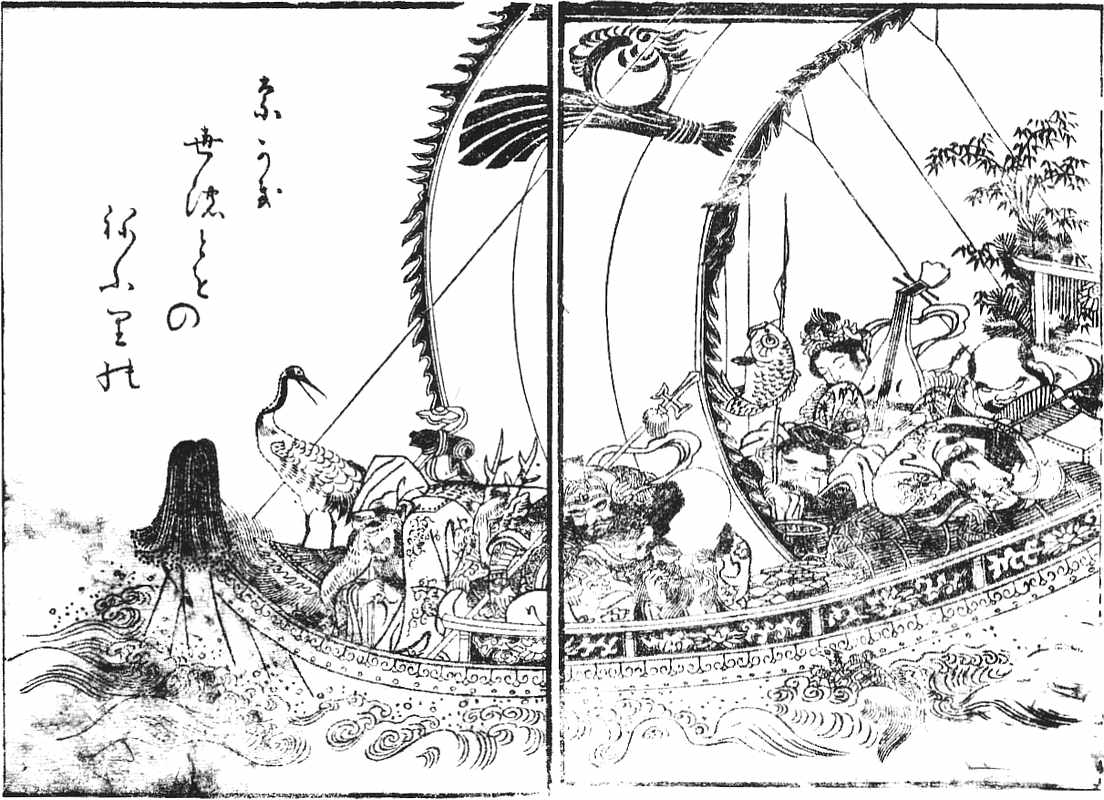
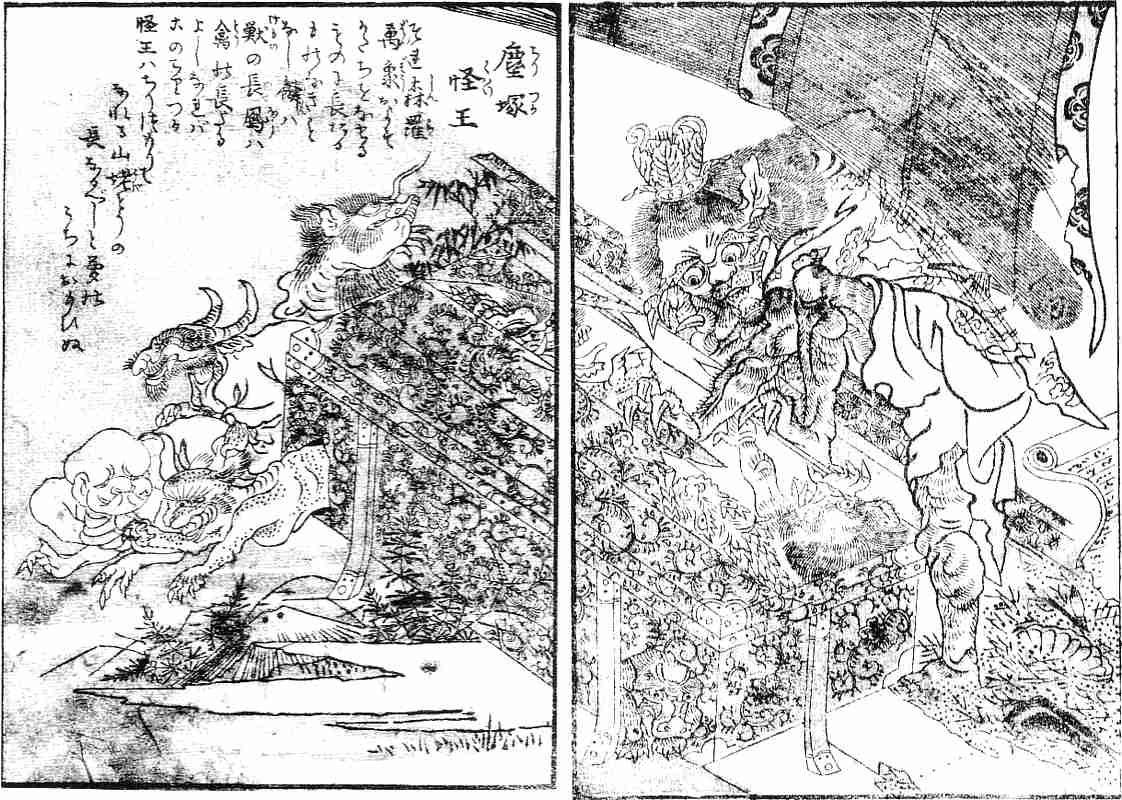
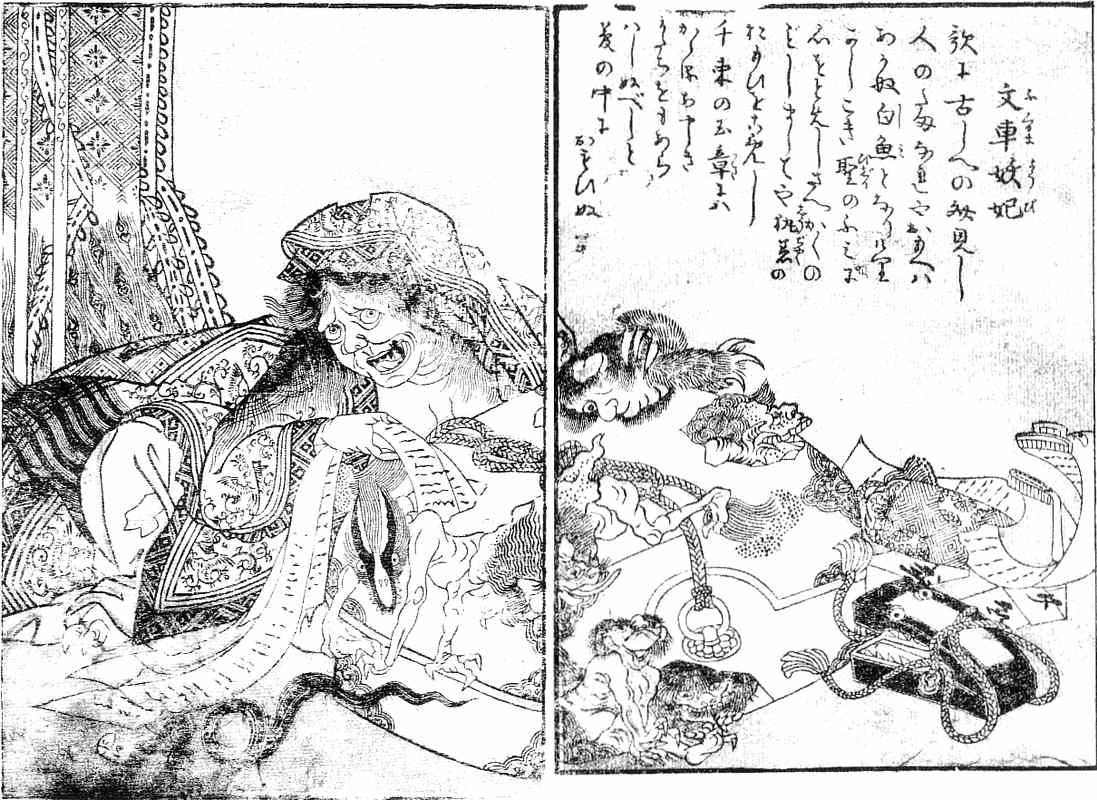
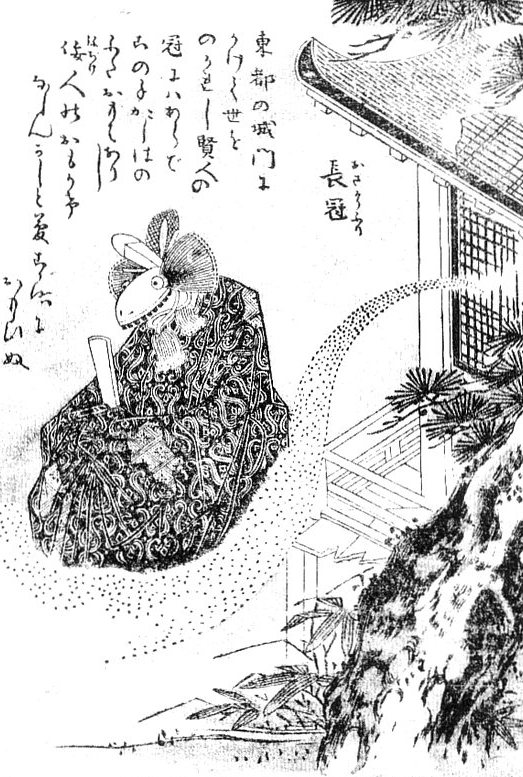
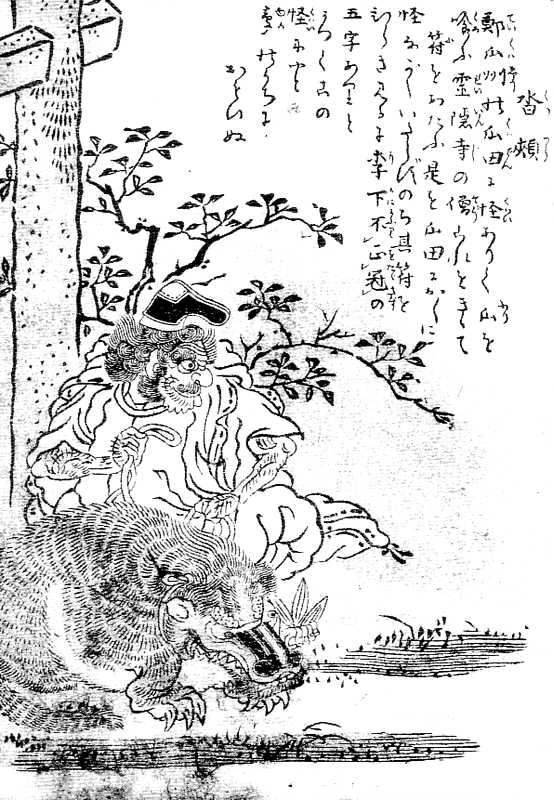
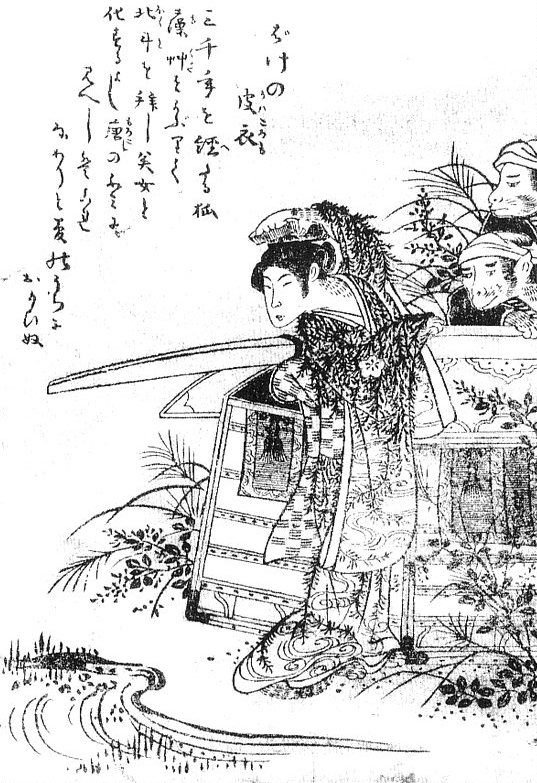
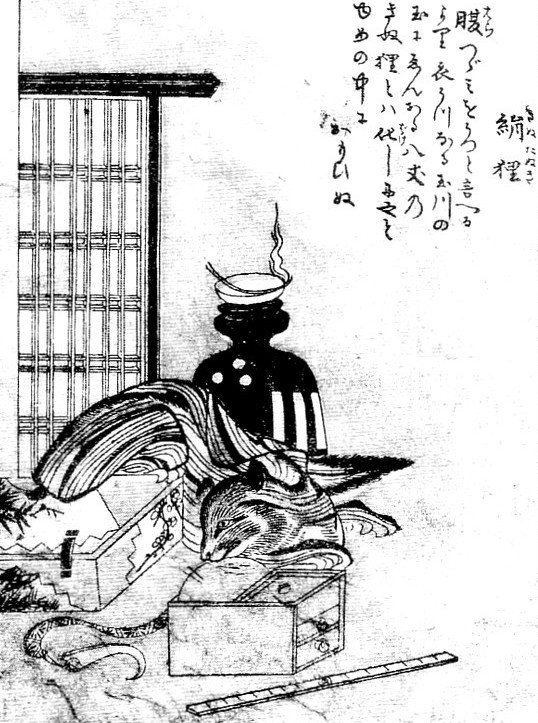
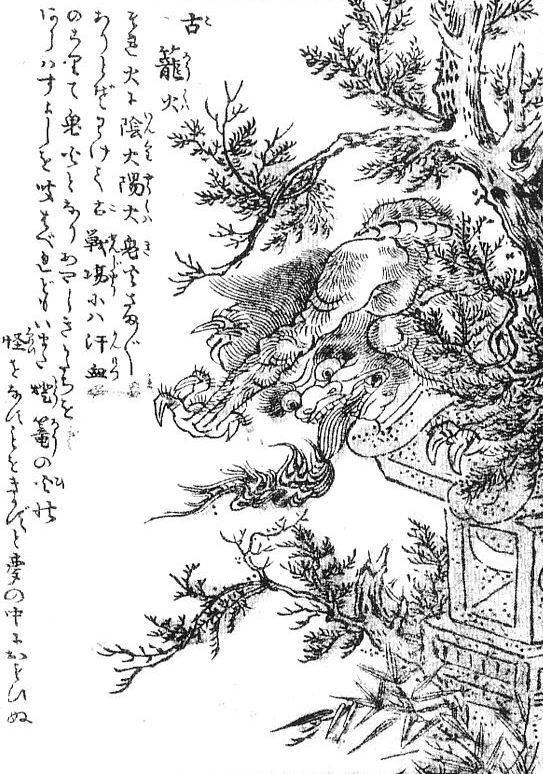
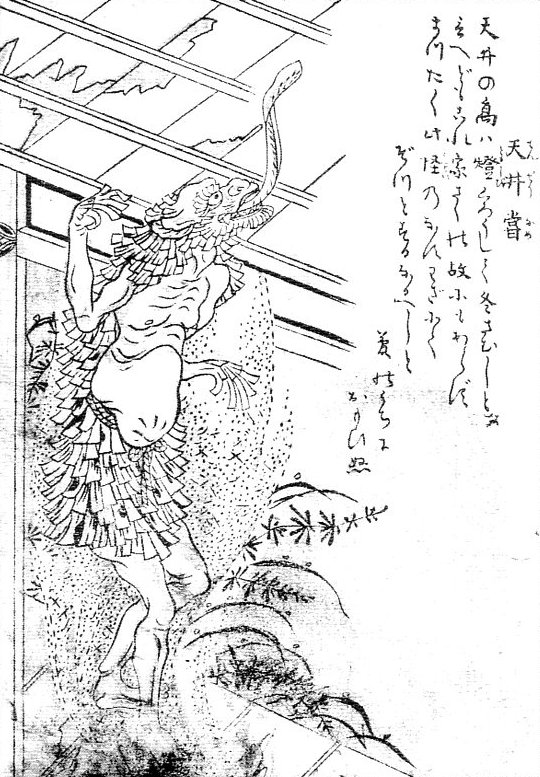
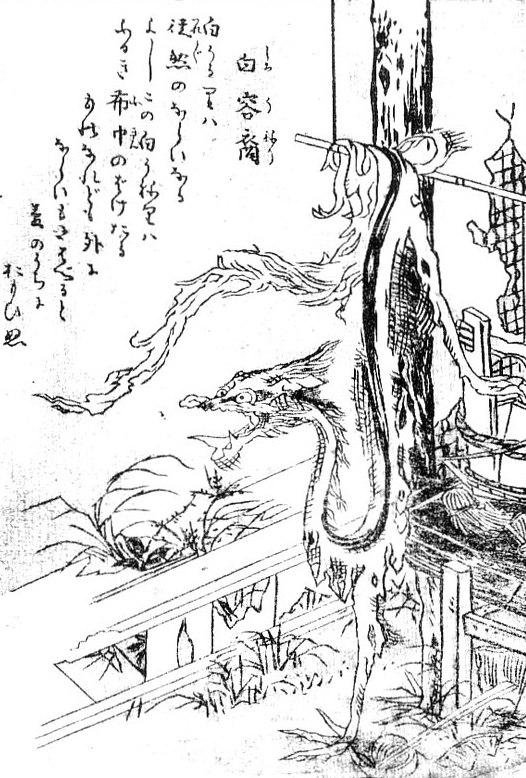
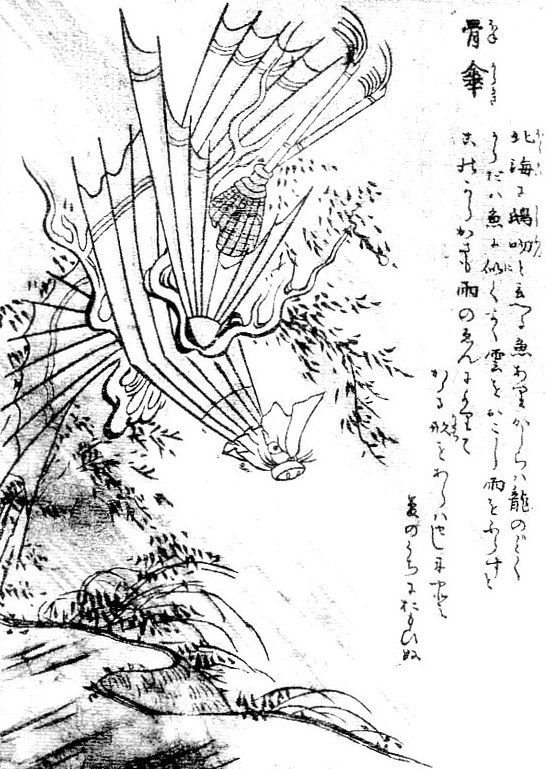
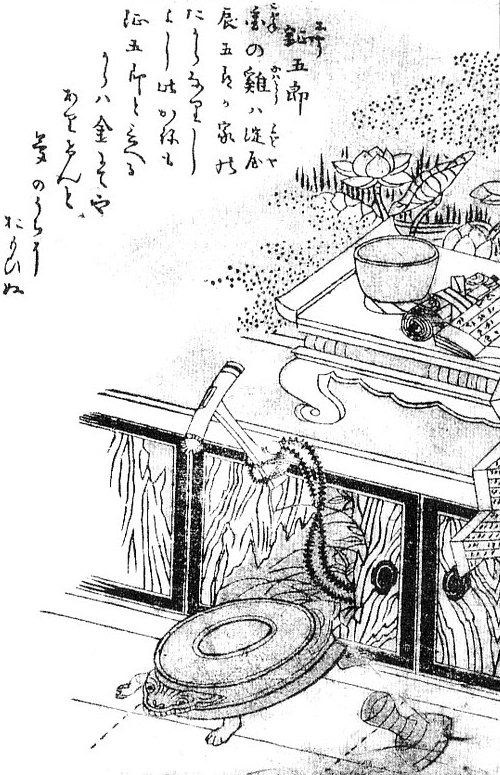
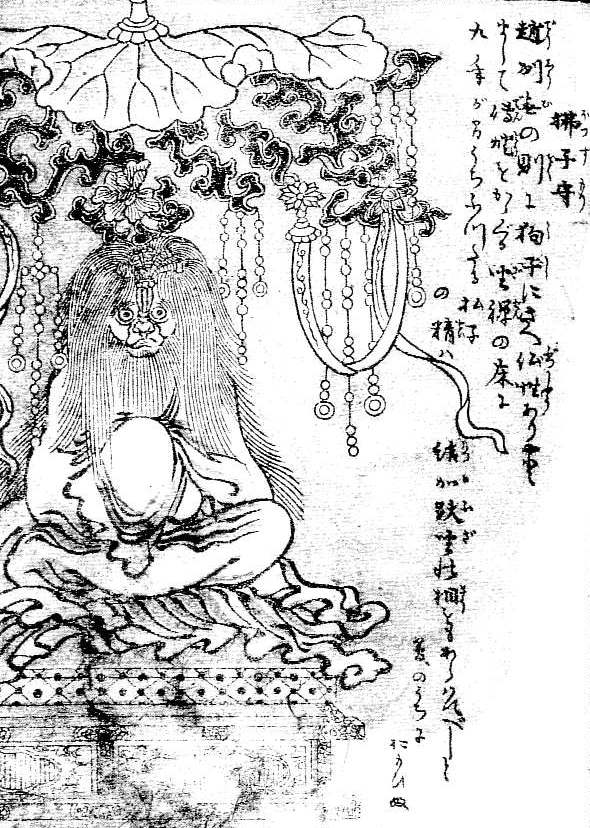
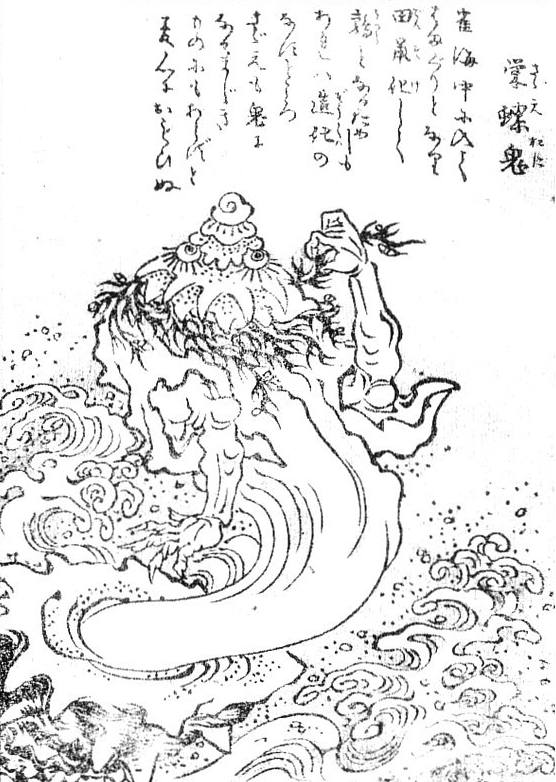

- Takarabune (ja:宝船?)
- Chirizu-kakai-ō (ja:塵塚怪王?)
- Fuguruma-yōki (ja:文車妖妃?)
- Osakōburi (ja:長冠?)
- Kutsutsura (ja:沓頬?)
- Bake-no-Kawagoromo (化けの皮衣?)
- Kinutanuki (ja:絹狸?)
- Korōka (ja:古籠火?)
- Tenjōname (ja:天井嘗?)
- Shirouneri (ja:白溶裔?)
- Honekarakasa (ja:骨傘?)
- Shōgorō (ja:鉦五郎?)
- Hossumori (払子守?)
- Sazaeoni (ja:栄螺鬼?)

### Deuxième volume

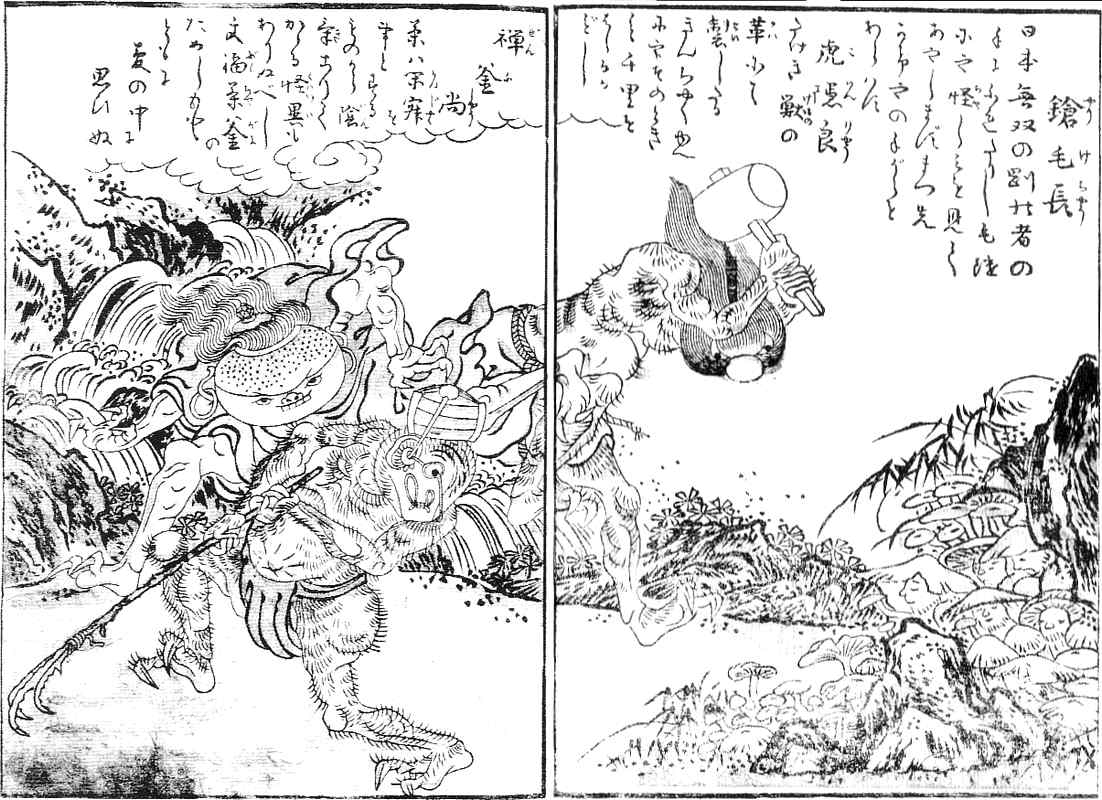
Yarikechō (ja:槍毛長?), Koinryō (ja:虎隠良?), et Zenfushō (ja:禅釜尚?) Zenfushō est une bouilloire tsukumogami qui tient un bâton griffu appelé koinryō. Elle est représentée avec des monstres appelés Yarikechō et Koinryō[1],
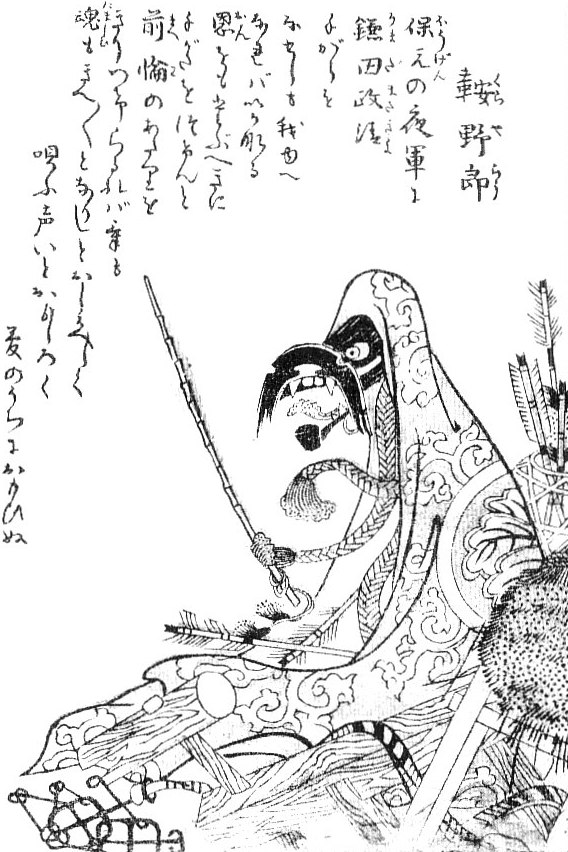
Kurayarō (ja:鞍野郎?)
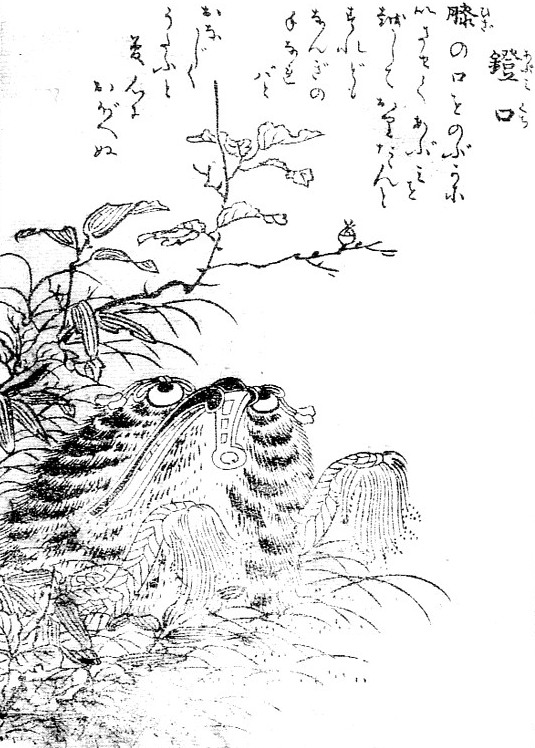
Abumi-kuchi (ja:鐙口?)
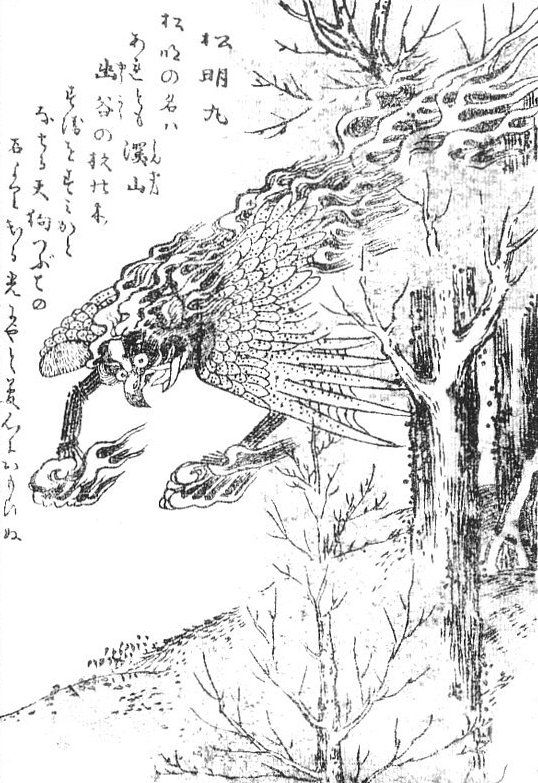
Taimatsumaru (ja:松明丸?)
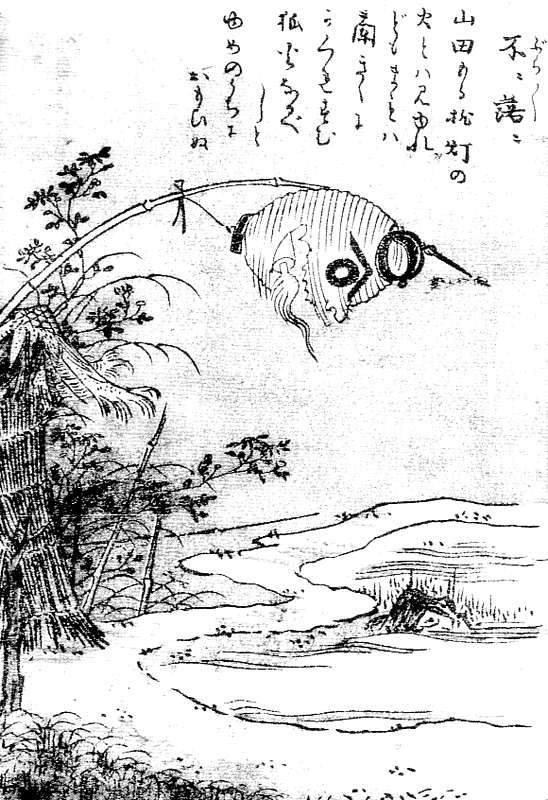
Burabura (不々落々?)
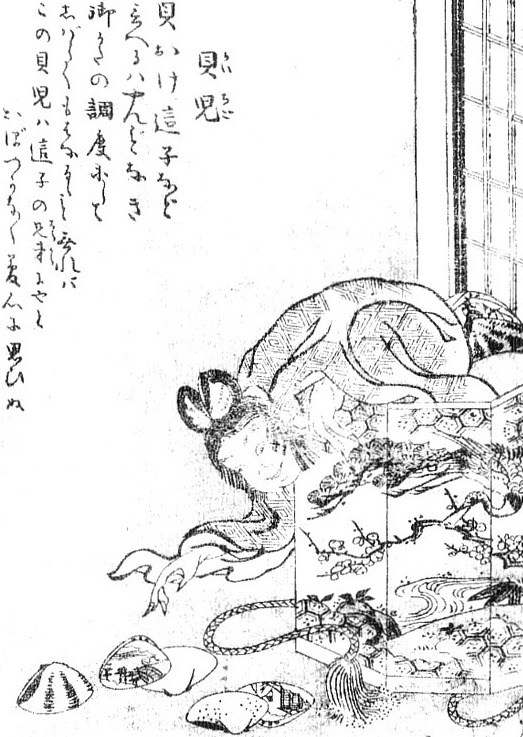
Kaichigo (ja:貝児?)
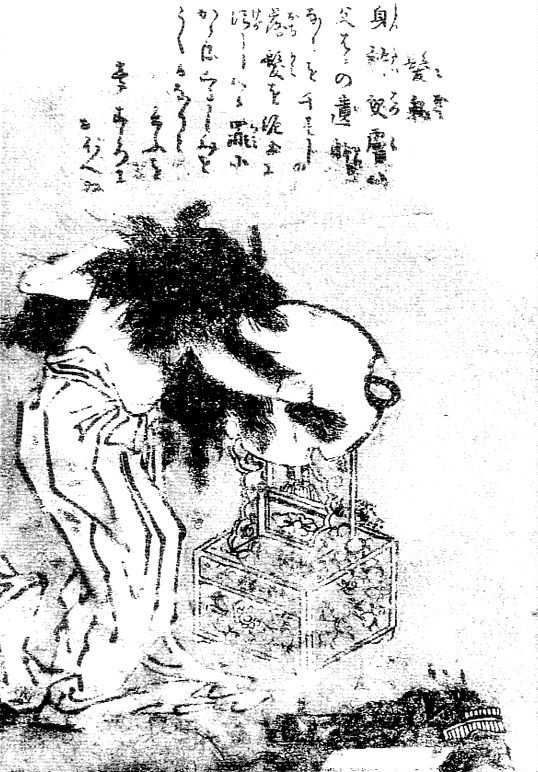
Kami-oni (ja:髪鬼?)
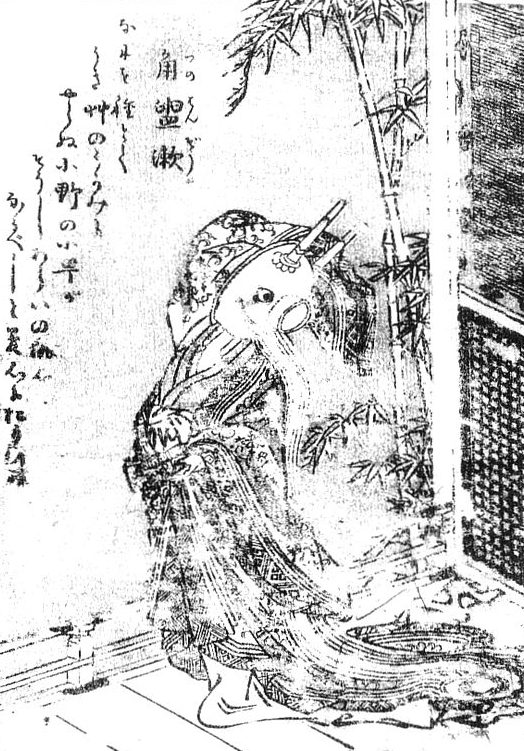
Tsunohanzō (ja:角盥漱?)
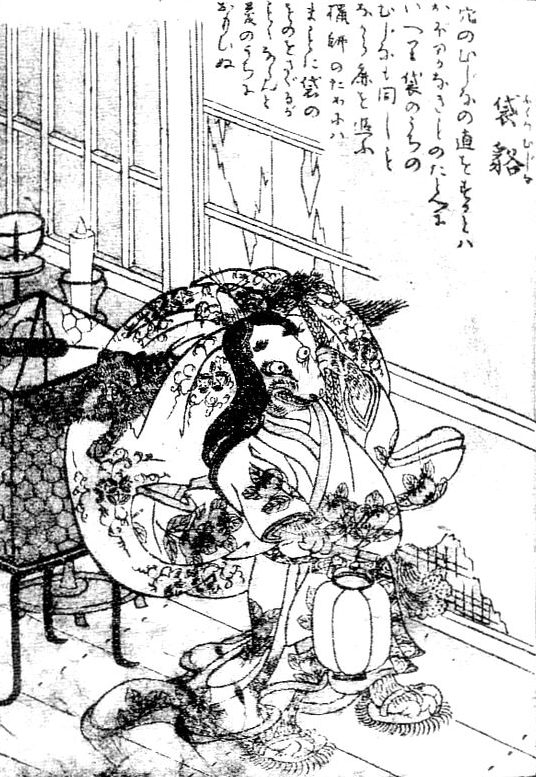
Fukuro-mujina ((袋貉)?)
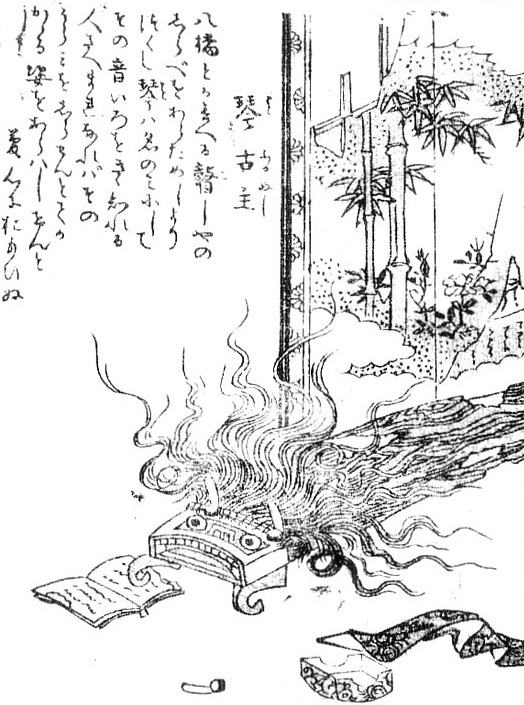
Kotofurunushi (ja:琴古主?)
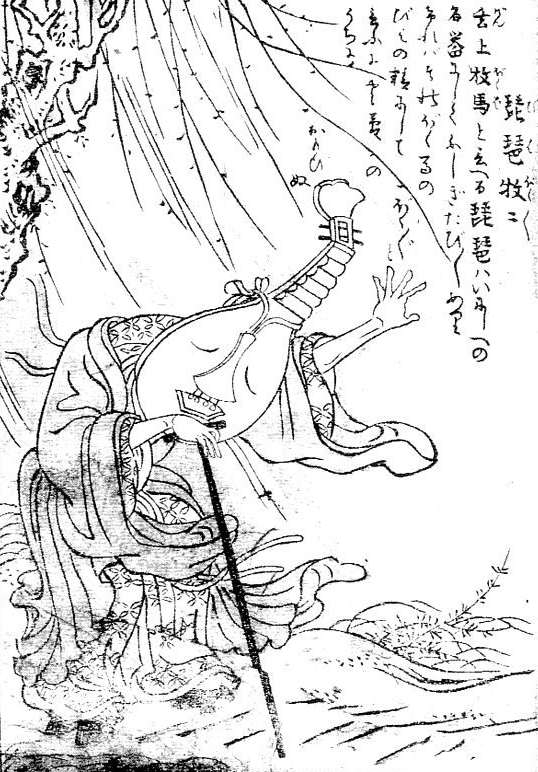
Biwabokuboku (ja:琵琶牧々?)
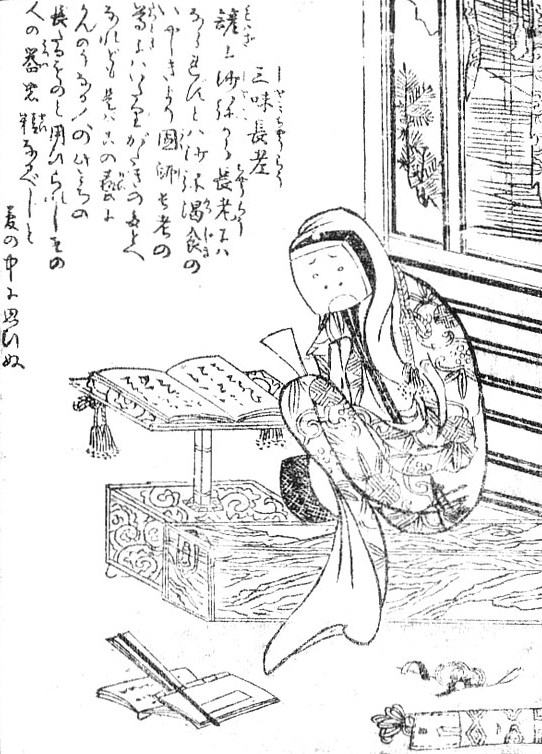
Shamichōrō (ja:三味長老?)
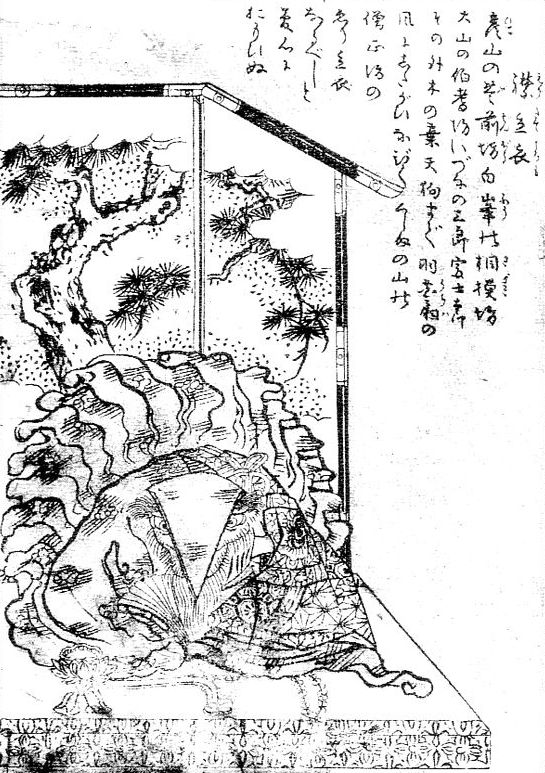
Eritategoromo (ja:襟立衣?)
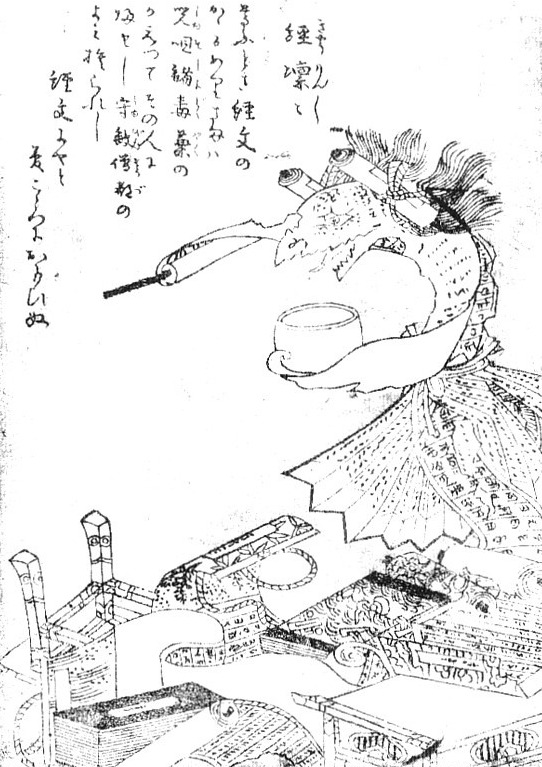
Kyōrinrin (ja:経凛々?)
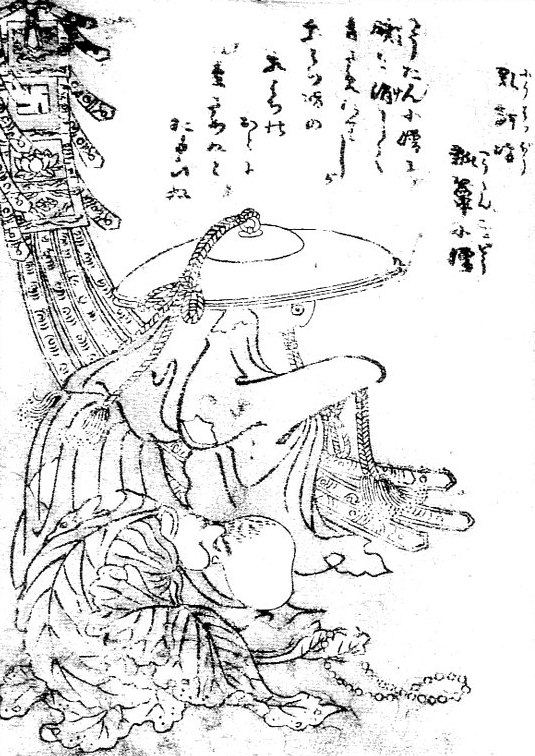
Nyūbachibō (ja:乳鉢坊?) et Hyōtankozō (ja:瓢箪小僧?)
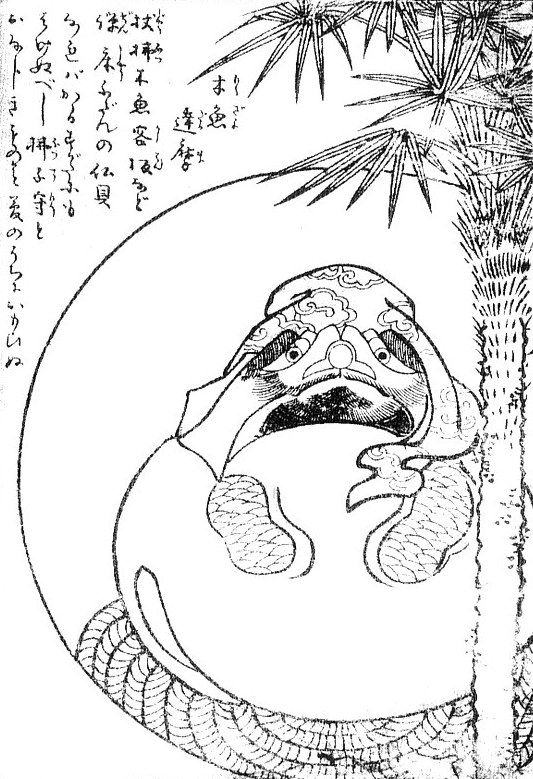
Mokugyodaruma (ja:木魚達磨?)
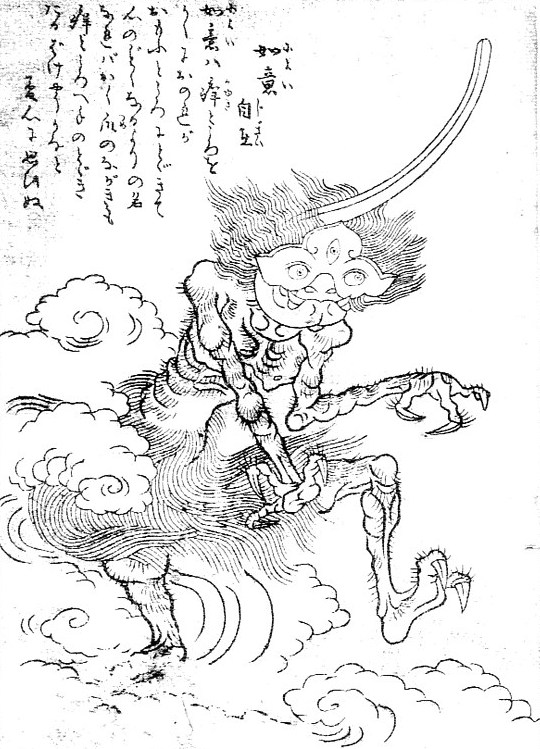
Nyoijizai (ja:如意自在?)
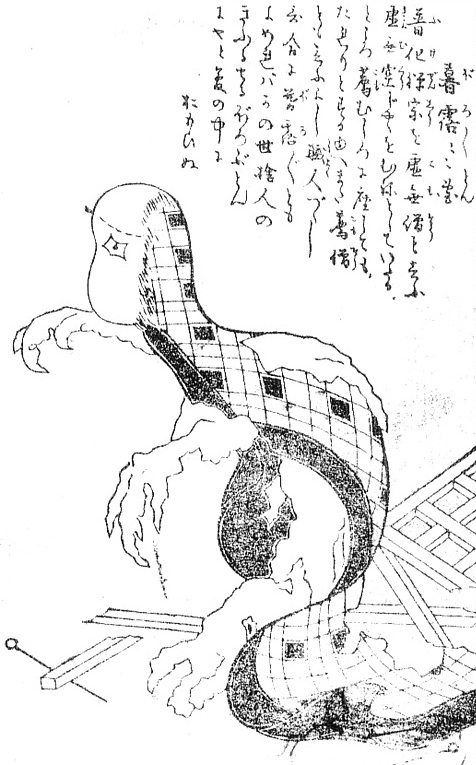
Boroboroton (暮露々々団?)
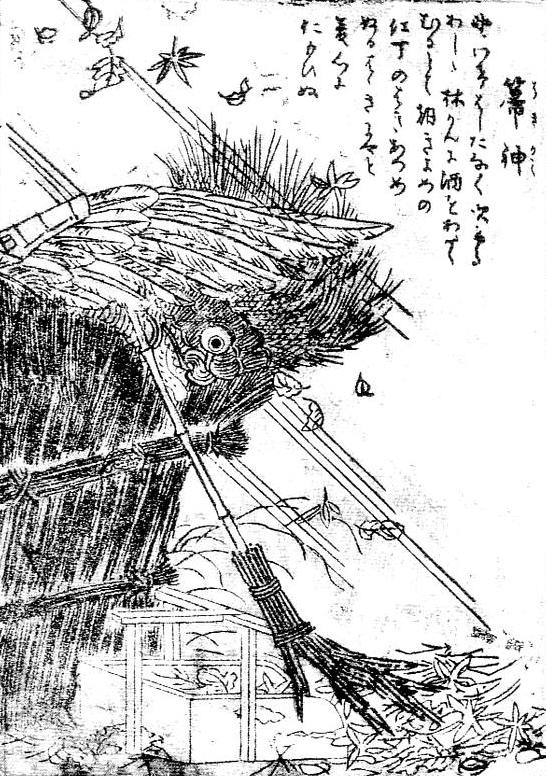
Hahakigami (箒神?)
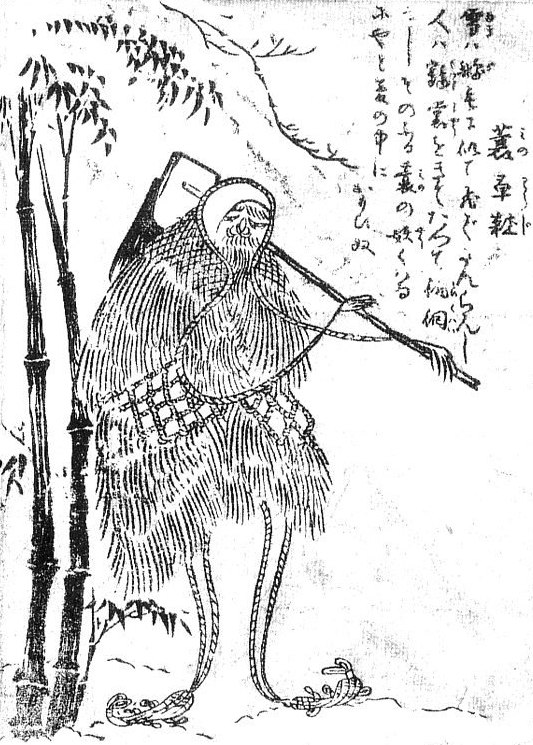
Minowaraji (ja:蓑草鞋?)

### Troisième volume

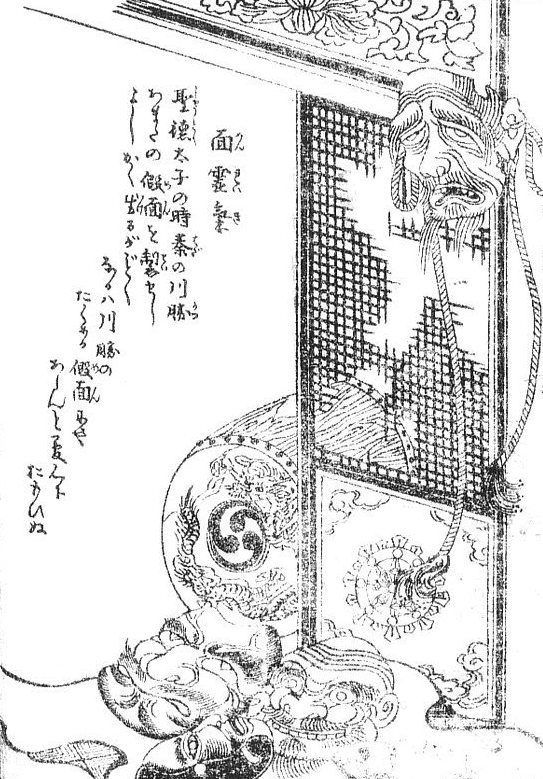
Menreiki (ja:面霊気?)
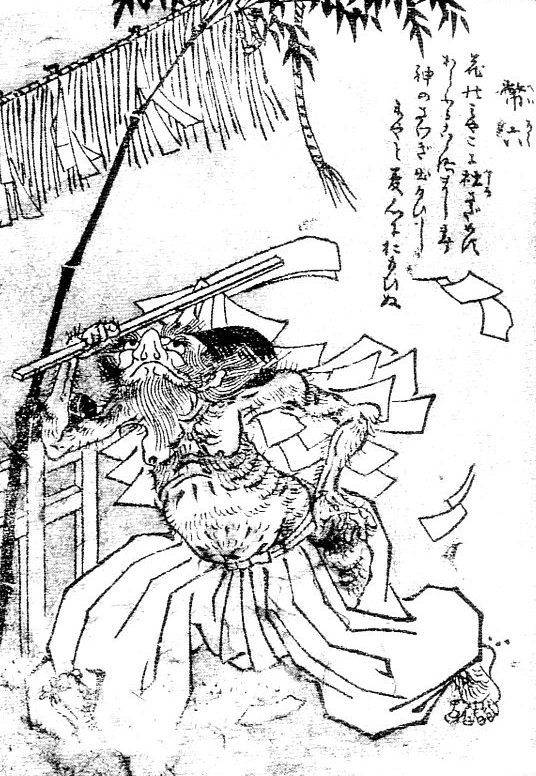
Heiroku (ja:幣六?)
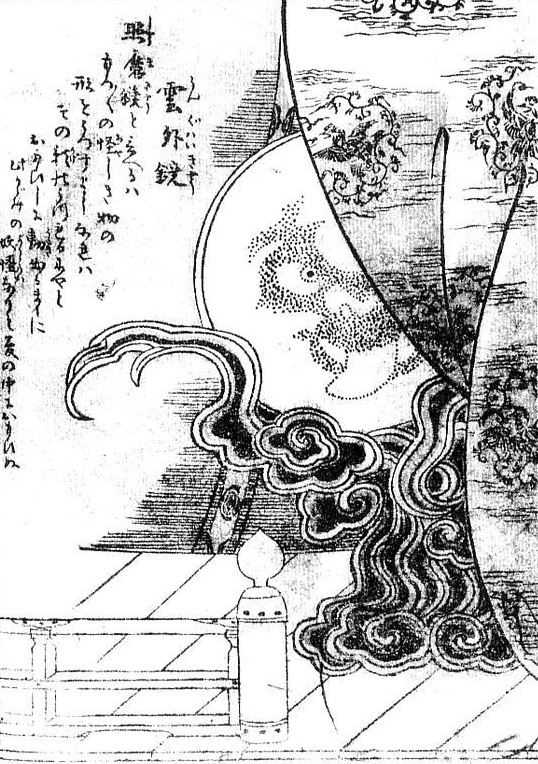
Ungaikyō (ja:雲外鏡?)
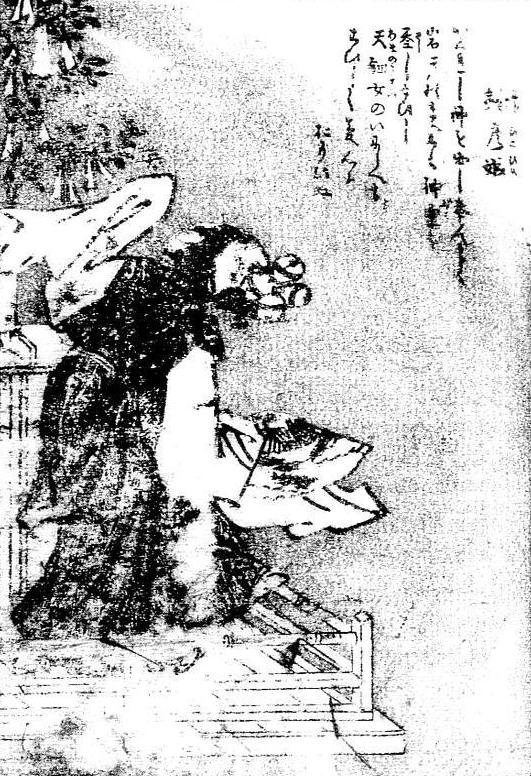
Suzuhikohime (ja:鈴彦姫?, princesse Suzuhiko)
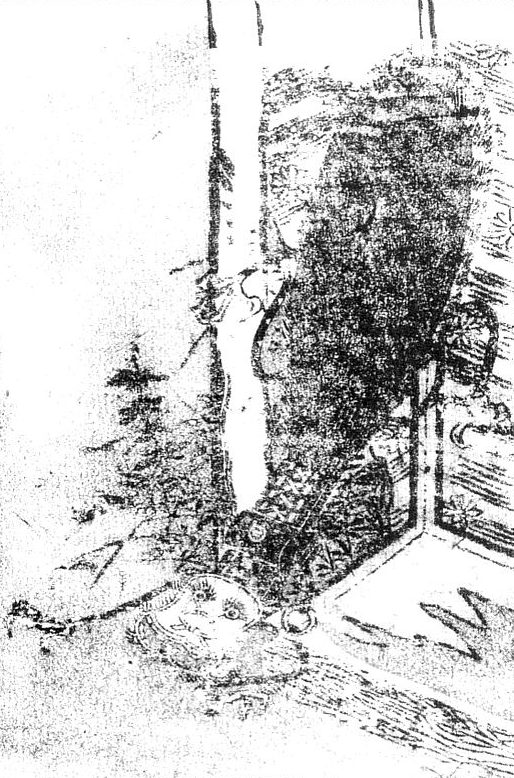
Furuutsubo (ja:古空穂?)
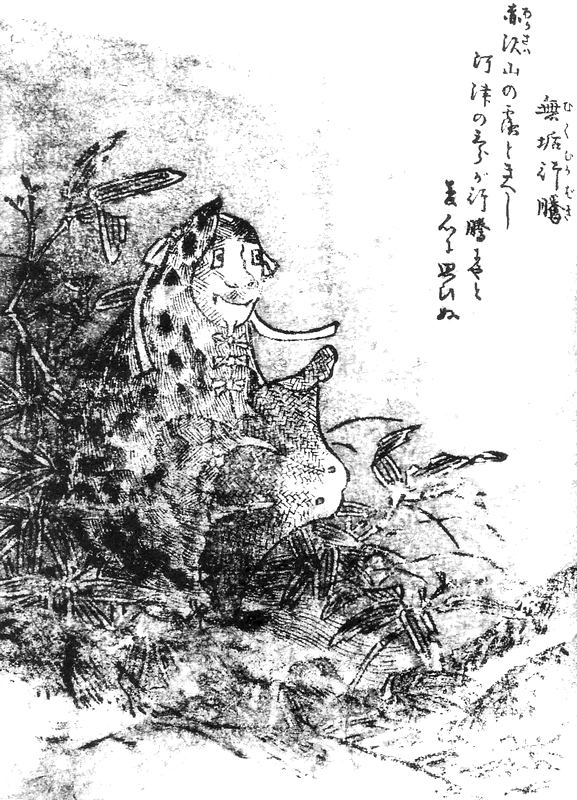
無垢行騰
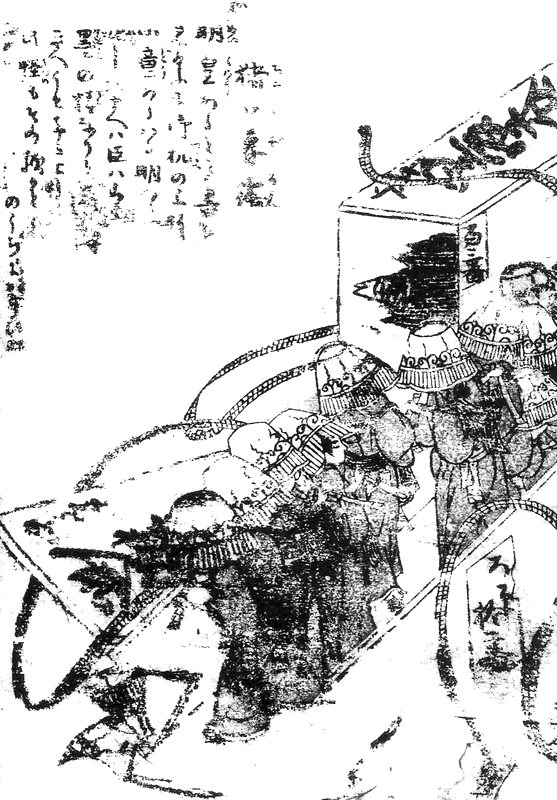
Chokuboron (ja:猪口暮露?)
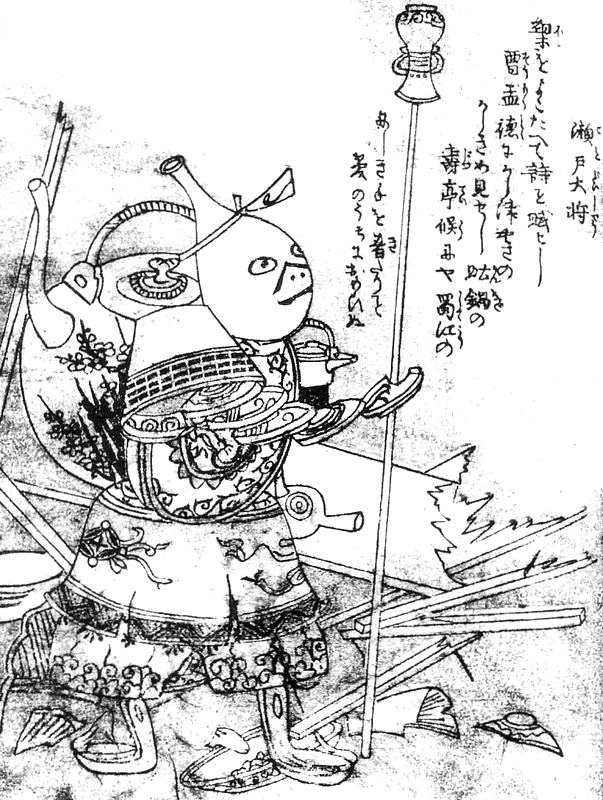
Setodaishō (ja:瀬戸大将?)
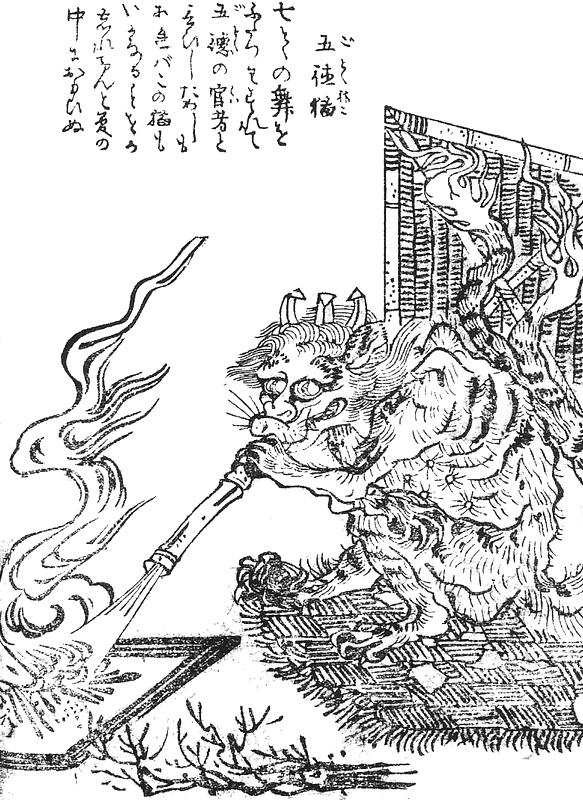
Gotokuneko (ja:五徳猫?)
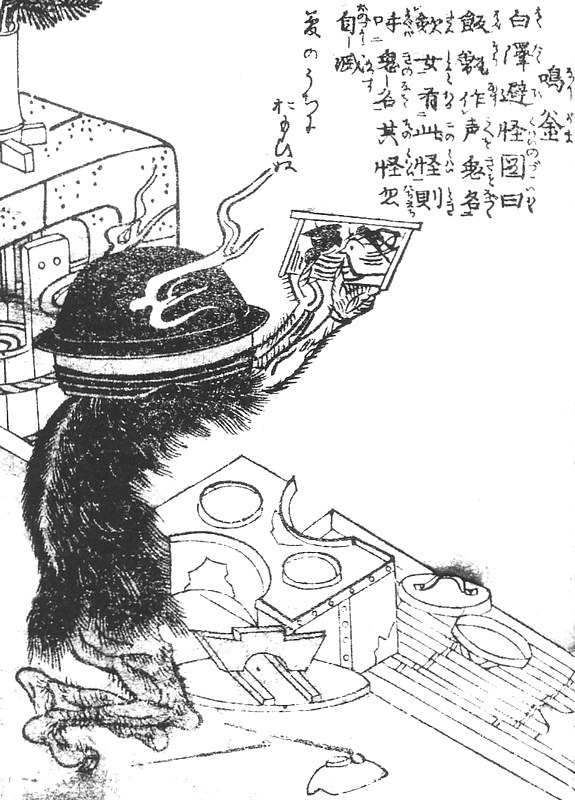
Narigama (ja:鳴釜?)
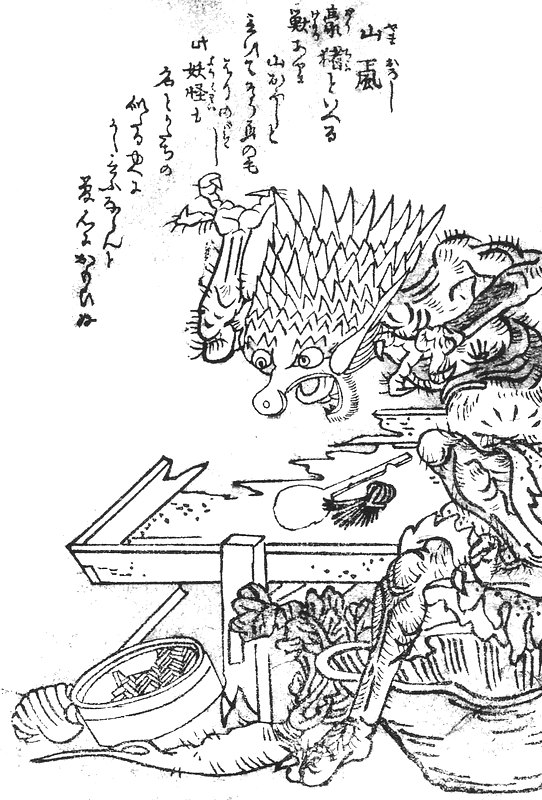
Yamaoroshi (山颪?)
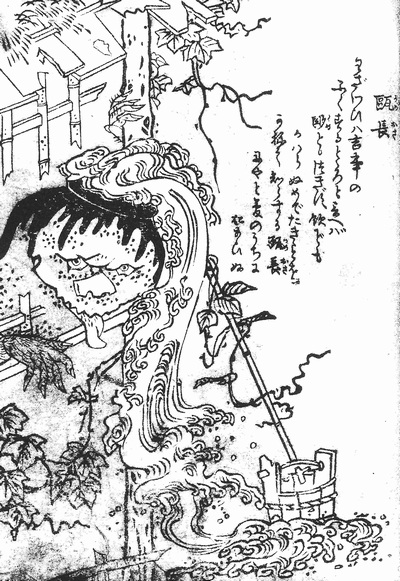
Kameosa (ja:甕長?)
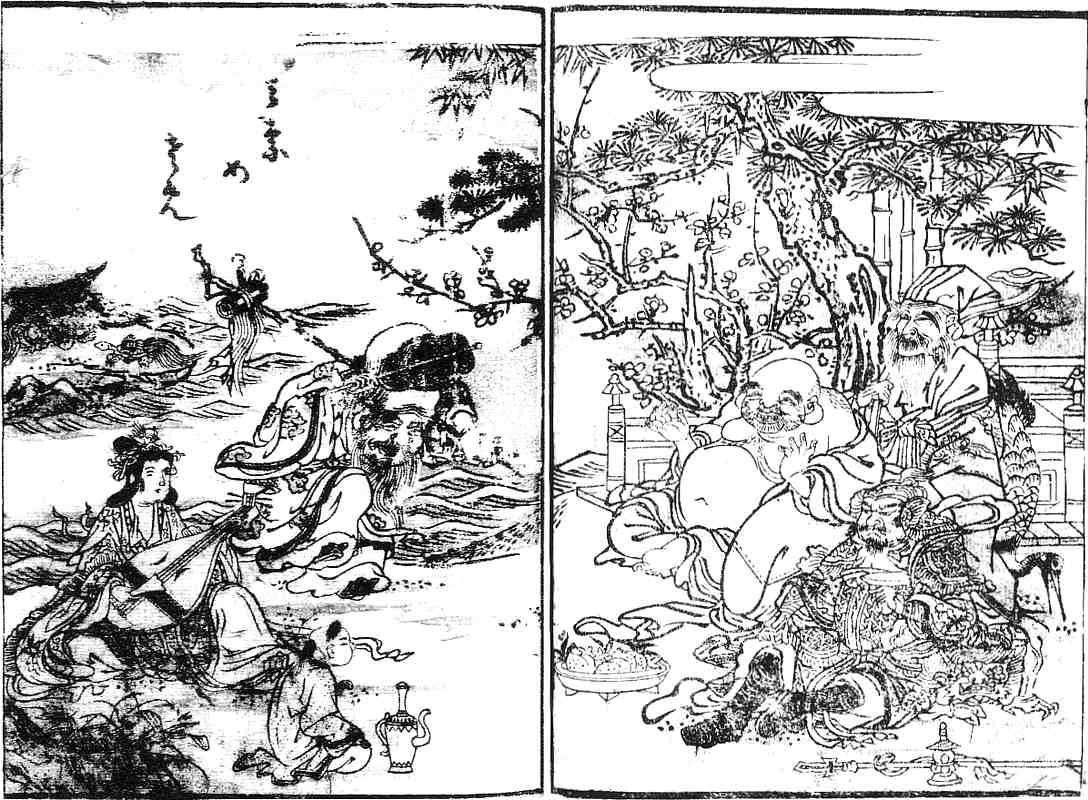
Takarabune (宝船?)
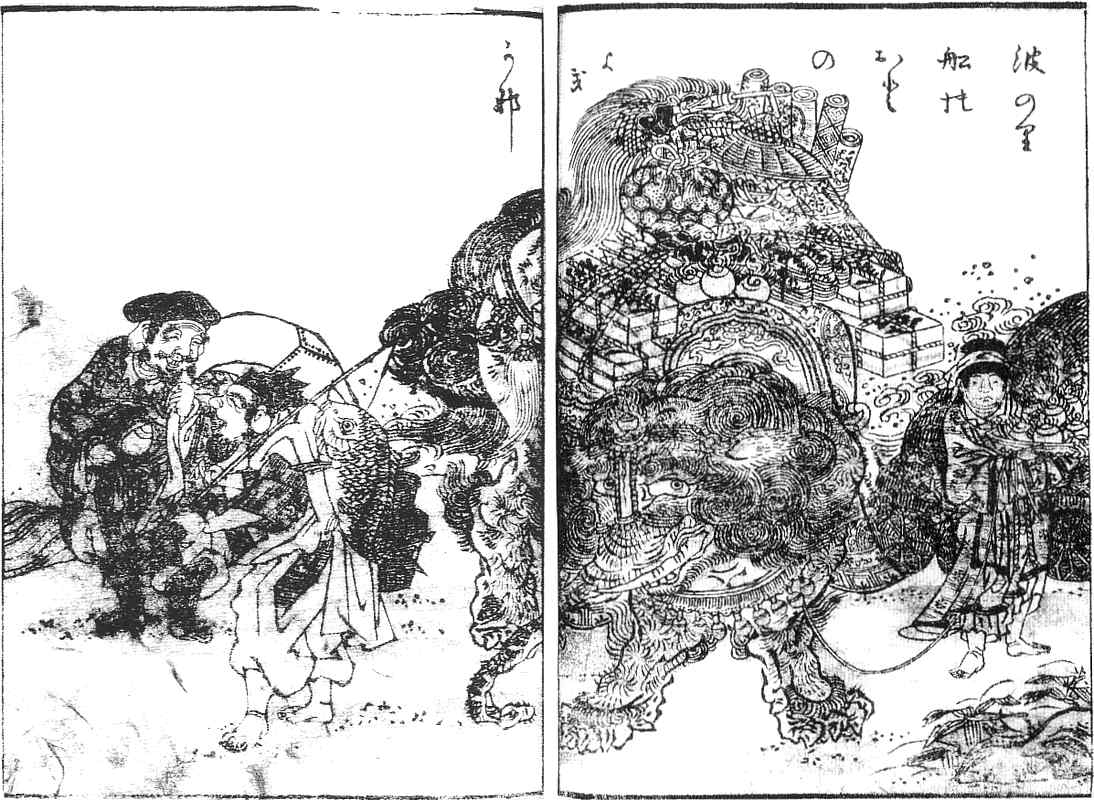
Takarabune (宝船?)

## Source de la traduction
- (en) Cet article est partiellement ou en totalité issu de l’article de Wikipédia en anglais intitulé « Gazu Hyakki Tsurezure Bukuro » (voir la liste des auteurs).